# Braun Salamon
Braun Salamon (Puhó, 1869. december 4. – ?, 1938 után) rabbi, tanár, író.

## Élete
Braun Jakab és Deutschländer Karolin fia. 1884–1894 között volt a Budapesti Rabbiképző növendéke, közben egy évig a berlini Lehranstalt für die Wissenschaft des Judentums hallgatója is volt. 1893-ban szerezte meg a bölcsészdoktori fokot a Budapesti Tudományegyetemen, később a magyar és német nyelvből való tanári képesítést. 1895-ben avatták rabbivá. 1897 óta a Pesti Izraelita Hitközség polgári fiúiskolájának tanára, 1925 óta tanfelügyelő helyettese. 1938-ban nyugalomba vonult.

## Családja
Felesége Klein Mihály és Goldstein Róza lánya, Klein Róza (1874–?) volt, akivel 1897. október 31-én Budapesten, a Ferencvárosban kötött házasságot.
Gyermekei
- Braun Erzsébet (1898–?). Férje Freund Gyula egyetemi tanársegéd.
- Braun György Barnabás (1900–1910)
- Braun Katalin (1903–?). Férje Szélpál Árpád újságíró, költő, fotóművész.

## Művei
- Nachum próféta élete és működése (Budapest, 1893).
- Néhány szó a vallásoktatásról (Budapest, 1901).

Cikkei az Izraelita Tanügyi Értesítőben jelentek meg.